# Monti Dângrêk

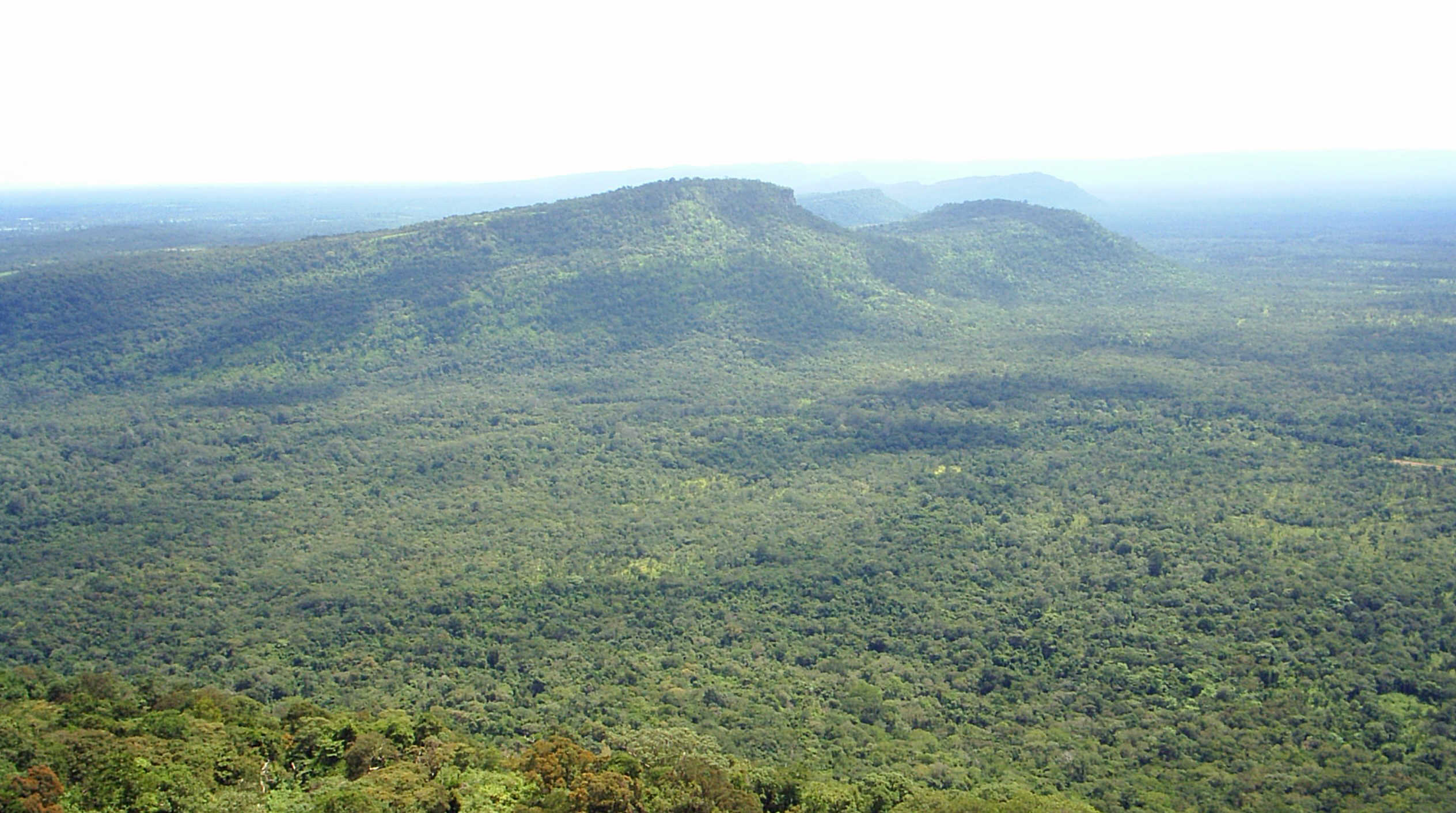
I monti Dângrêk, visti da Maw I-daeng, Thailandia.

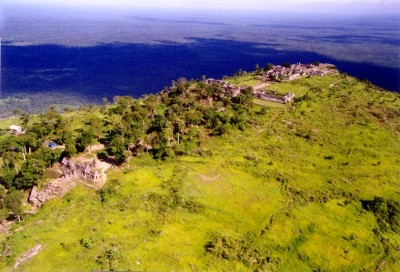
L'area del Tempio Preah Vihear, situato sulla spalla di uno dei monti della catena dei Dângrêk.

I monti Dângrêk (in khmer ជួរភ្នំដងរែក, traslitterato Chuor Phnom Dângrêk, che significa "montagne del bilanciere per il trasporto a coppia di pesi" in thailandese ทิวเขาพนมดงรัก, Thiu Khao Phanom Dongrak, e in laotiano: Sayphou Damlek) sono una catena montuosa che forma un confine naturale tra Cambogia e Thailandia. L'estremità orientale si trova al confine tra Cambogia, Thailandia e Laos.

## Descrizione
I Dângrêk sono un gruppo di montagne di modesta elevazione, l'altezza media è di circa 500 metri. Le cime più alte sono Phalan Sun (670 m), Phanom Ai Nak (638 m) e una montagna senza nome che raggiunge la quota di 753 m all'estremità est della catena, nell'area di Chong Bok, dove i confini di Thailandia, Laos e Cambogia si incontrano a formare una triplice frontiera.
La catena si estende da est verso ovest, a formare il margine meridionale dell'altopiano del Khorat. Si allunga per 320 km dal fiume Mekong fino a congiungersi con le terre alte del Sankambeng, il ramo meridionale dei Dong Phayayen in Thailandia.
I monti Dângrêk digradano dolcemente sul versante nord, mentre su quello meridionale si presentano con una ripida scarpata che domina la pianura settentrionale della Cambogia. Lo spartiacque determinato dalla scarpata marca il confine tra Thailandia e Cambogia. La strada principale che connette in quest'area i due paesi taglia le montagne presso il passo di O Smach.

## Geologia
Si tratta di montagne formate principalmente di arenaria massiccia, con la presenza di ardesia e silt. In un'area limitata del lato settentrionale della catena, nella provincia thailandese di Ubon Ratchathani, si trovano delle caratteristiche colline di basalto, come Dong Chan Yai (alta 293 m) e Dong Chan Noi (290 m).

## Ecologia
La catena dei monti Dângrêk è ricoperta in gran parte da foresta tropicale secca sempreverde, foresta tropicale mista e decidua a Dipterocarpaceae. Vi sono tre specie arboree principali: Pterocarpus macrocarpus, Shorea siamensis e Xylia xylocarpa var. kerrii. Il disboscamento illegale è largamente praticato sia sul lato thailandese che su quello cambogiano e vaste aree collinari sono state spogliate della vegetazione originaria. Durante la stagione secca sono comuni gli incendi forestali.
Sulle montagne Dângrêk ormai non resta più molta vita selvatica. Tra gli animali che popolano le aree ancora non invase dalle attività umane si possono contare maiale selvatici, cervidi (tra cui il muntjak), lepri, scoiattoli, gibboni, lo zibetto e il ragno Liphistius dangrek, scoperto nel 1996 fra queste colline.

## Storia
I monti Dângrêk fecero parte dell'antico Impero Khmer, che per lunghi periodi detenne anche il controllo su gran parte dell'Isan a nord di essi.
Il sito archeologico più importante e conosciuto dell'area è il complesso del Tempio Preah Vihear, un tempio khmer shivaita risalente al regno di Suryavarman II (1002-49 d.C.) che si trova in una spettacolare posizione in cima ad un'alta collina.
Nell'area del Parco Nazionale Khao Phra Wihan oltre al tempio vi sono dei bassorilievi khmer considerati tra i più antichi della Thailandia (presso la falesia di Pha Mo I-Daeng), diverse antiche cave di pietra e la piscina sacra di Sa Trao. Lungo il confine naturale costituito dalla catena montuosa, in diversi siti vi sono i resti di santuari costruiti come case degli spiriti chiamati Phi Ton Nam (spiriti dello spartiacque).
Malgrado le operazioni di sminamento effettuate, nell'area dei Dângrêk restano ancora un gran numero di campi minati. Costituiscono parte della pesante eredità dei violenti conflitti in cui la Cambogia è sprofondata nella seconda metà del ventesimo secolo.
I monti Dângrêk furono inizialmente utilizzati come base logistica dai Khmer rossi nella lotta contro la Repubblica Khmer del generale Lon Nol. La situazione si ribaltò nel 1975, allorché l'ultima area controllata militarmente dalla moribonda Repubblica Khmer fu proprio il tempio di Preah Vihear. Le forze armate della Repubblica Khmer (FANK, dal francese Force Armée Nationale Khmère) occuparono il sito per poche settimane nel tardo aprile di quell'anno, dopo la caduta dell'ormai impotente regime di Lon Nol. La collina su cui è situato il tempio venne alla fine presa dai Khmer Rossi il 22 maggio 1975.

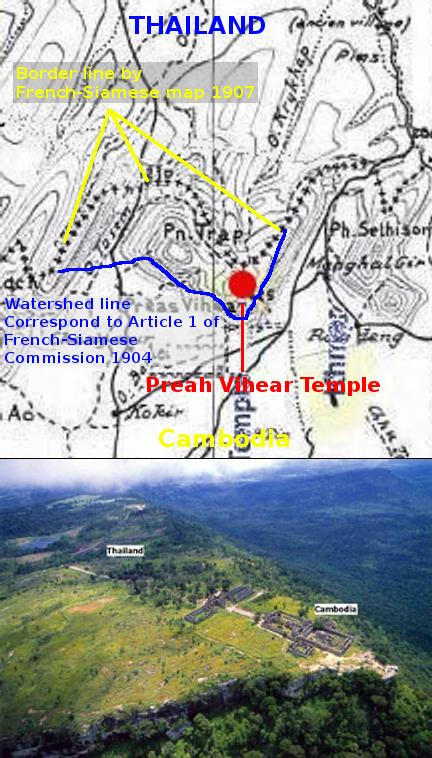
il Prasat Preah Vihear e la zona di confine disputata

Tra il 1975 e il 1979 migliaia di cambogiani attraversarono le montagne per sfuggire alla violenza che imperversava nel loro paese, cercando scampo in Thailandia. Spaventate dal numero crescente di profughi, le autorità Thai rimandarono indietro molti di essi con la forza. Determinati a fuggire dalla brutalità del regime dei Khmer Rossi, alcuni riprovarono a rientrare in Thailandia, mentre altri morirono sulle montagne per la mancanza di cibo e l'esposizione agli elementi. Ad aggravare ulteriormente la situazione fu la presenza di banditi nascosti nelle foreste, che depredavano i profughi. Le montagne Dângrêk si ritrovarono cosparse di cadaveri insepolti.
Nel film del 1984 Urla del silenzio, i monti Dângrêk sono l'ostacolo finale che Dith Pran (interpretato da Haing S. Ngor, vincitore del premio Oscar come miglior attore non-protagonista per questo ruolo) deve scalare per poter raggiungere la sicurezza di un campo profughi lungo il confine thailandese. Nel film è ben evidenziato il contrasto tra l'aspro versante meridionale che dà sulla Cambogia e i dolci declivi che i monti Dângrêk presentano sul lato thailandese.
Dopo il ritiro dal paese dell'Esercito Popolare Vietnamita nel 1989, i Khmer Rossi ricostruirono le loro vecchie basi nell'area, per appoggiarvisi nella lotta contro l'esercito della Repubblica Popolare di Kampuchea prima (fino al 1993) e successivamente contro quello dell'attuale Regno di Cambogia. Anlong Veng, una cittadina ai piedi delle colline, divenne in quel periodo la residenza dei maggiori leader dei Khmer Rossi e loro "capitale".
In una zona ancora non scavata della foresta circa 6 km fuori da Anlong Veng, infestata da mine, si dice siano state uccise e sepolte circa 3000 persone accusate di essere diventate "corrotte", nel periodo tra il 1993 e il 1997, quando l'area era sotto il comando di Ta Mok.
L'antico tempio khmer di Preah Vihear si trova a cavallo del confine thai-cambogiano che corre lungo la catena. Dagli anni 1950 è al centro di una disputa confinaria tra i due Paesi, a tratti sfociata in atti di violenza. L'11 novembre 2013, la Corte internazionale di giustizia ha assegnato alla Cambogia la giurisdizione sul territorio disputato. La decisione ha dato luogo ad aspre proteste da parte dei nazionalisti thailandesi.